# Nicolás Fernández Miranda
Nicolás Fernández Miranda (Buenos Aires, 25 novembre 1972) è un ex rugbista a 15 e allenatore di rugby a 15 argentino, già mediano di mischia dell'Hindú Club per gran parte della sua carriera. Dal 2018 è assistente allenatore dell'Argentina.

## Biografia
Tutta la carriera di Nicolás Fernández Miranda si svolse nell'Hindú Club, nella cui prima squadra militò, con qualche eccezione, dal 1990 al 2011, anno del suo ritiro; le uniche eccezioni a tale militanza di lunga data sono cinque mesi nella Currie Cup nel 2002 nelle file dei sudafricani Natal Sharks, una stagione con il Petrarca nel 2003-04, durante la quale giunse alla semifinale di Coppa Italia e un finale di stagione con il Bayonne (da aprile a giugno 2007).
Fernández Miranda esordì in Nazionale argentina nel 1994 a Long Beach contro gli Stati Uniti, come mediano di mischia titolare in un incontro valido per la qualificazione alla Coppa del Mondo di rugby 1995; disputò tutti gli incontri dell'anno poi prese parte al campionato Sudamericano 1995, vincendolo; non fu tuttavia convocato per la Coppa 1995 in Sudafrica, anche se successivamente fu impiegato per i tour in Inghilterra, in Nuova Zelanda e in Italia dei tre anni successivi, nonché per il Sudamericano 1997; prese parte alla Coppa del Mondo di rugby 1999 in Galles con un solo incontro (Francia), poi per tre anni non fu più internazionale, fino al Sudamericano 2002; di nuovo convocato per la Coppa del Mondo di rugby 2003 in Australia, scese in campo in due incontri (Romania e Namibia); si aggiudicò le vittorie continentali anche nel Sudamericano 2003 e nel Panamericano dello stesso anno.
Prese parte, infine, alla Coppa del Mondo di rugby 2007 in Francia, la sua terza consecutiva, in cui disputò tre incontri e in cui l'Argentina si classificò terza assoluta; l'ultimo incontro internazionale di Fernández Miranda fu la finale per il terzo posto, disputata il 19 ottobre 2007 al Parco dei Principi contro la Nazionale ospite.

## Palmarès
- Campionati sudamericani: 4
Argentina: 1995, 1997, 2002, 2003
- Campionati URBA: 6
Hindú: 1996, 1998, 2006, 2007, 2008, 2009
- Nacional de Clubes: 5
Hindú: 1996, 2001, 2003, 2005, 2010